# メジャーリーグ中継 (J SPORTS)
メジャーリーグ中継（メジャーリーグちゅうけい）は、J SPORTSで放送されるメジャーリーグベースボール(MLB)中継のタイトル。EPG（電子番組表）やWebサイトでは「メジャーリーグ中継2010」（2010年）のように西暦付きで表記される。

## 概要
MLBのCS放映権は、1996年から1999年までペイ・パー・ビュー・ジャパン（現スカパー・ブロードキャスティング）、2000年から2008年まではスカイパーフェクト・コミュニケーションズ（現スカパーJSAT）が保有。J SPORTSでは、2006・2007年にJ sports Plusで『スカパー!MLBライブ』で放送された試合を毎週月曜夜に1試合録画中継していた。
2009年4月17日、J SPORTSは2009年から2015年まで計7シーズンの衛星放映権を獲得したと発表。CSの独占放映権に加えて、2011年10月に放送開始される新しいBSデジタル放送（放映権獲得後の2009年6月、総務省よりハイビジョン2チャンネル分、さらに2010年10月にハイビジョン2チャンネル分が認可され、2011年10月にJ SPORTS1と2、2012年3月に3（元J sports ESPN）、4（元J sports Plus）でBSデジタル放送を開始）を見越してBSの放映権（非独占）も含まれている。
2009年6月2日放送開始。2009年シーズンはレギュラーシーズン80試合以上（おおむね1日1試合）、プレイオフ（ディビジョンシリーズ、リーグチャンピオンシップシリーズ全試合生中継、オールスターゲームとワールドシリーズはNHKが優先放送権を持っているため録画中継）を含めて120試合を中継。2010年以降中継試合数を増やし、2012年以降は年間400試合以上を中継するとしている。
2009年シーズンは「MLB 2009」（Webサイトでは「MLB 2009メジャーリーグベースボール」）のタイトルであったが、2010年シーズンは現行のタイトル（番組中の表記は「2010 メジャーリーグベースボール」）に変更されている。
本番組開始以降、MLBが制作し、現地局で放送されているCM（オールスターゲームのCMなど）を日本語に吹き替えてJ SPORTSで（本番組以外でも）放送している。
J SPORTSオンデマンドでは配信権の都合により配信されない（2024年シーズンはSPOTV NOWが独占配信権を保持し、ABEMAにサブライセンス）。

## 放送カード
放送カードは適宜決められるが、日本人選手の登場する試合は以下のようになっている。
2010年は松坂大輔、黒田博樹、川上憲伸の先発予定試合は全試合放送。また、イチローと松井秀喜の直接対決となるシアトル・マリナーズとロサンゼルス・エンゼルス・オブ・アナハイムの対決は全試合生中継するとしている。また、開幕直前にメジャー契約を結んだ高橋尚成の先発試合もフォローした。
2011年は松坂大輔、黒田博樹の先発予定試合は全試合放送。また、イチロー、松井秀喜、西岡剛の直接対決となるシアトル・マリナーズ、オークランド・アスレチックス、ミネソタ・ツインズが直接対決するカードは全試合放送。
2012年は日本人投手先発試合をフォローする。特にダルビッシュ有はオープン戦登板も生中継した。ただし日本開幕戦の放映権は日本テレビ（衛星放送では日テレジータスで放送）が持っているため「全試合」と謳っていない（岩隈久志が登板する可能性があったため）。またチェン・ウェイン、スティーブン・ストラスバーグの登板試合もフォローした。
また松井秀喜vs.松坂大輔の日本人対決が実現するタンパベイ・レイズ傘下3Aダーラス・ブルズと、ボストン・レッドソックス傘下3Aポータケット・レッドソックスとの一戦を放送した。
2013年はダルビッシュ有、黒田博樹、岩隈久志など日本人先発投手試合を中心に青木宣親ら日本人野手の所属試合もフォローする。年間400試合以上を中継予定。
2014年は田中将大登板試合を全試合生中継、ダルビッシュ有、黒田博樹、岩隈久志など日本人先発投手試合を中心に青木宣親ら日本人野手の所属試合もフォローする。ポストシーズンも全試合中継。
また、4チャンネル編成の強みを生かし、注目試合を急遽追加編成する場合もある。
生中継した試合の再放送も行っている（再放送がない場合もある）。

## 放送内容
現地放送局（ニューヨーク・ヤンキース戦であればYESネットワークなど。日本人投手登板試合の場合、日本人投手がビジター側でもビジター側の現地局映像を使用することが多い。FOXやESPNなど全米中継の場合はその映像）から映像提供を受け、それを日本のスタジオでモニターしながら実況・解説の音声を当てる。基本的に字幕テロップなどは現地映像そのまま（場合によっては、NHKの中継のスコアカウンターが乗った映像で放送することもある）であり、一部のテロップ、ランニングスコアと出演者の氏名と顔写真、試合のハイライトのみスタジオから挿入している。民間放送であるため、NHKのようにスポンサー名を隠すことはしない。また、英語が堪能なコメンタリーの場合、現地インタビューや中継コメンテーターの発言内容を同時通訳することもある。
2011年頃から、試合によってはスタジオパートが設けられ、解説者と実況アナウンサーが顔出しすることがある。特にBSでの放送が開始された2012年からはほぼ全試合スタジオパートがある。

## 解説
- AKI猪瀬（2009年 - ）東京中日スポーツMLB担当
- 蛭間豊章（2009年 - ）スポーツ報知MLB担当
- オカモト”MOBY”タクヤ（2023年 - ）MLBコメンテーター[1]
- 齊藤明雄（2009年 - 2012年、2015年 - ）
  - J SPORTSではオリックスキャンプにも出演。
- 紀田彰一（2010年 - ）ニューヨーク・ヤンキース極東スカウト
- 前田幸長（2012年 - ）SPOTV NOW解説者
- 森繁和（2012年 - 2013年、2020年 - ）SPOTV NOW解説者
  - J SPORTSでは中日戦にも出演。
- 野口寿浩（2012年 - 2016年、2019年 - ）
  - J SPORTSでは楽天戦にも出演。
- マック鈴木（2013年 - ）
  - J SPORTSではオリックスキャンプにも出演。
- 西村徳文（2013年 - 2015年、2021年 - ）
- 藪恵壹（2014年 - ）
  - J SPORTSではオリックスキャンプにも出演。
- 薮田安彦（2014年 - ）SPOTV NOW解説者
- 多村仁志（2017年 - ）SPOTV NOW解説者
  - J SPORTSでは中日戦にも出演。
- 中嶋聡（2025年 - ）オリックスシニアアドバイザー

### 過去
- 出村義和（2009年 - 2022年）
- 林修（2013年）ゲスト解説
- 西本聖（2009年）
- 牛込惟浩（2009年 - 2010年）
- デニー友利（2009年 - 2011年）
- 大塚光二（2009年 - 2012年）
- 橋本清（2009年 - 2016年途中）
- 高橋雅裕（2010年）
- 小関竜也（2010年）
- 三井浩二（2010年 - 2020年）
- 小宮山悟（2011年）
- 堀幸一（2011年 - 2012年）
- 高橋建（2011年 - 2015年）
- 垣内哲也（2012年 - 2013年）
- 仁志敏久（2012年 - 2020年、2024年）
- 高津臣吾（2013年）
- 堀井恒雄（2013年 - 2019年）
- 久慈照嘉（2014年 - 2015年）
- 石井貴（2014年 - 2018年）
- 黒木知宏（2018年 - 2022年）
- 本西厚博（2019年 - 2020年）
- 村上雅則（2019年 - 2021年）
- 川﨑宗則（2021年 - 2023年）
- 岩隈久志（2021年 - 2023年）
- 牧田和久（2023年）

## 実況
- 島村俊治
- 大前一樹
- 石原敬士
- 節丸裕一
- 谷口廣明
- 近藤祐司
- 吉本靖
- 熊谷龍一
- 加藤暁
- 深澤慶
- 足立清紀（2019年 - ）
- 田村純（2022年[2] - ）
- 北野文啓（2022年[3] - ）
- 菱沼洲斗（2022年[4] - ）
- 永川亮太（2022年[5] - ）

### 過去
- 坂信一郎（2009年 - 2011年）
- 四家秀治（2011年 - 2013年）
- 廣瀬隼也（2012年）
- 木下貴道
- 鈴木光裕
- 松本圭祐
- 長澤洋明（2022年[6]）